# 田人町旅人
田人町旅人（たびとまち たびうと）は、福島県いわき市の大字である。郵便番号は974-0152および974-0252（字水吞場）。

## 地理
いわき市南西部の田人地区に属する。北で田人町荷路夫、田人町黒田、東で山田町、南東で川部町、南で田人町南大平、南西で茨城県北茨城市関本町、西で東白川郡鮫川村青生野とそれぞれ隣接する。概ね町村制施行以前の菊多郡旅人村の流れを汲む地域である。二級水系鮫川水系荷路夫川流域や四時川最上流部左岸側やその支流の入旅人川流域などを主な範囲とする。域内の多くを山林が占め、川沿いの平地に水田が広がり、域内北端の荷路夫川流域の平地や、南側の入旅人川流域の国道289号沿いに集落が位置する。植田町内に所在するいわき南警察署及び田人町旅人に所在する勿来消防署田人分遣所がそれぞれ管轄にあたる。

### 主な字
字
- 横川
- 水呑場
- 根室
- 古田
- 東中上
- 和再松木平
- 日無久保

- 下坪
- 前山
- 江尻
- 笹ノ太輪
- 横根
- 宝坂
- 松葉

- 木ノ下
- 道伝
- 熊ノ倉
- 上平石
- 下平石
- 唐沢
- 村木立

- 吉沼
- 滑石
- 妻橋
- 井坪
- 井戸沢

### 河川
二級水系鮫川水系
- 鮫川
  - 四時川
    - 入旅人川
      - 日無久保川
      - 松木平沢
      - 古田沢
      - 古田川

    - 明下川
    - 梅木沢川
    - 平松川
    - 第一朝日川
    - 第二朝日川

  - 荷路夫川
    - 井戸沢
    - 妻橋川
    - 吉沼川
    - 熊ノ倉川

  - 高柴川
  - 高柴ダム

## 歴史
- 1873年7月 - 棚倉藩領入旅人村と出旅人村が合併し旅人村となる[4]。
- 1879年1月27日 - 旅人村が福島県内における郡区町村制の施行により菊多郡の村となる[4]。
- 1889年4月1日 - 町村制の施行により旅人村が南大平村、黒田村と合併し田人村が発足する。旧旅人村域は田人村の大字となる。[4]。
- 1896年4月1日 - 菊多郡と周辺郡との合併により石城郡が発足し、石城郡田人村となる[4]。
- 1966年10月1日 - 田人村が平市・磐城市・常磐市・勿来市・内郷市、石城郡遠野町・四倉町・小川町・川前村・三和村・好間村、双葉郡久之浜町・大久村と合併しいわき市となり、いわき市田人地区の大字となる[4]。

## 世帯数と人口
2023年10月31日現在の世帯数と人口は以下の通りである。
| 大字       | 世帯数  | 人口  |
| ---------- | ------- | ----- |
| 田人町旅人 | 169世帯 | 388人 |

## 小・中学校の学区
市立小・中学校に通う場合、学区は以下の通りとなる。
| 番地           | 小学校               | 中学校               |
| -------------- | -------------------- | -------------------- |
| 井戸沢         | いわき市立菊田小学校 | いわき市立植田中学校 |
| 上記を除く全域 | いわき市立旅人小学校 | いわき市立旅人中学校 |

## 交通

### 道路
- 国道289号
  - 辺栗トンネル
  - 根室トンネル
- 福島県道71号勿来浅川線
  - 福島県道134号皿貝勿来停車場線（重用区間）
- 福島県道105号旅人勿来線

## 施設
- 勿来消防署田人分遣所
- 田人公民館
- 田人観光いちご園
- 田人おふくろの宿
- 福島田人メガソーラー発電所
- 棚倉藩番所跡
- 熊野神社